# Ед Вуд (фільм)
«Ед Вуд» (англ. Ed Wood) — американський біографічний фільм 1994 року.

## Сюжет
Життя і кар'єра в кіно найгіршого режисера в історії кінематографа США трансвестита Едварда Вуда. Піком його кар'єри стало залучення до співпраці похилого актора Бели Лугоші, зірки фільмів жахів. Завдяки цьому Вуд і залишився в історії кіно Голлівуду.

## У ролях
| Актор                | Роль               |
| -------------------- | ------------------ |
| Джонні Депп          | Ед Вуд             |
| Мартін Ландау        | Бела Лугоші        |
| Сара Джессіка Паркер | Долорес Фуллер     |
| Патриція Аркетт      | Кеті О'Хара        |
| Джеффрі Джонс        | Крісвелл           |
| Білл Мюррей          | Банні Брекінрідж   |
| Майк Старр           | Джорджі Вайс       |
| Г.Д. Спредлін        | Преподобний Лемон  |
| Вінсент Д'Онофріо    | Орсон Веллс        |
| Джордж «Енімал» Стіл | Тор Джонсон        |
| Ліза Марі            | Вампіра            |
| Макс Казелла         | Пол Марко          |
| Брент Гінклі         | Конрад Брукс       |
| Джульєт Ландау       | Лоретта Кінг       |
| Клайв Розенгрен      | Ед Рейнольдс       |
| Норман Олден         | оператор Білл      |
| Леонард Термо        | гример Гаррі       |
| Нед Белламі          | доктор Том Мейсон  |
| Денні Дейтон         | звукорежисер       |
| Джон Росс            | помічник оператора |

## Цікаві факти
- У 1980 році, через два роки після смерті, Ед Вуд був визнаний «найгіршим режисером» за всю історію Голлівуду.
- Картина Вуда «План 9 з відкритого космосу» (1959) вважається найгіршим фільмом за всю історію кіно.
- Фільм поставлений по книзі Рудольфа Грея «Кошмар екстазу» (Rudolph Grey, Nightmare of Ecstasy).
- У фільмі є цитати з картин Вуда «Ґлен або Ґленда» (1953), «Наречена монстра» (1955), «План 9 з відкритого космосу» (1958). Є також фрагмент з раннього фільму за участю Бели Лугоши — «Білий Зомбі» («White Zombie», 1932).
- За сюжетом фільму, Ед Вуд познайомився з Лугоши, але насправді, ідея використовувати Лугоши у фільмах Вуда належала письменнику Алексу Гордону, який і познайомив режисера з цим актором.
- У реальному житті, «План 9 з відкритого космосу» був показаний лише через 3 роки після кінця зйомок, в невеликому, маловідомому кінотеатрі.
- Насправді, Бела Лугоши помер не до зйомок «Плану 9», а після того, як було відзнято 10 хвилин фільму.